# Linderniaceae
Linderniaceae (коробчанкові) — родина рослин порядку губоцвіті (Lamiales). Об'єднує 17 родів.

## Опис
Однорічні чи недовговічні трав'янисті рослини або напівкущі з тетрагональними стеблами. Листки протилежні, прості, цільні або пилчасті. Суцвіття кінцеві або бічні китиці. Квітки двостатеві. Чашолистків 5. Пелюстків (2)4–5; залозисті волоски на нижній поверхні віночка. Тичинок (2)4(5). Коробочка містить багато дрібного насіння.

## Поширення
Поширений у пантропіках і теплопомірному кліматі.

## Список родів
Складено з джерела GRIN:
- Artanema D. Don
- Bampsia Lisowski & Mielcarek
- Chamaegigas Dinter ex Heil
- Craterostigma Hochst.
- Crepidorhopalon Eb. Fisch.
- Hartliella Eb. Fisch.
- Lindernia All.
- Micranthemum Michx.
- Picria Lour.
- Pierranthus Bonati
- Schizotorenia T. Yamaz.
- Scolophyllum T. Yamaz.
- Stemodiopsis Engl.
- Torenia L.